# Eurométropole Tour 2018
La 78e édition de l'Eurométropole Tour a lieu le 22 septembre 2018. Elle fait partie du calendrier UCI Europe Tour 2018 en catégorie 1.HC.

## Équipes
| WorldTeams (9)- AG2R La Mondiale - BMC Racing Team - Bora-Hansgrohe - Groupama-FDJ - Lotto Soudal - Quick-Step Floors - Dimension Data - Lotto NL-Jumbo - Trek-Segafredo Équipes continentales professionnelles (13)- Cofidis, Solutions Crédits - Delko-Marseille Provence-KTM - Direct Énergie - Euskadi Basque Country-Murias - Hagens Berman Axeon - Israel Cycling Academy - Roompot-Nederlandse Loterij - Sport Vlaanderen-Baloise - Fortuneo-Samsic - Vérandas Willems-Crelan - Vital Concept - Wanty-Groupe Gobert - WB-Aqua Protect-Veranclassic Équipes continentales (3)- AGO-Aqua Service - Roubaix Lille Métropole - SEG Racing Academy |
| |

## Classement final
| \| Classement général \| Classement général \| Classement général \| Classement général \| Classement général \| \| Coureur \| Coureur \| Pays \| Équipe \| Temps \| \| ------------------ \| --------------------------- \| ------------------ \| ---------------------------- \| ------------------ \| \| 1er \| Mads Pedersen \| Danemark \| Trek-Segafredo \| 4 h 57 min 08 s \| \| 2e \| Jempy Drucker \| Luxembourg \| BMC Racing Team \| + 0 s \| \| 3e \| Oliver Naesen \| Belgique \| AG2R La Mondiale \| + 0 s \| \| 4e \| Jasper Philipsen \| Belgique \| Hagens Berman Axeon \| + 0 s \| \| 5e \| Tiesj Benoot \| Belgique \| Lotto-Soudal \| + 0 s \| \| 6e \| Jonas Rickaert \| Belgique \| Sport Vlaanderen-Baloise \| + 0 s \| \| 7e \| Reinardt Janse van Rensburg \| Afrique du Sud \| Dimension Data \| + 0 s \| \| 8e \| Jan-Willem van Schip \| Pays-Bas \| Roompot-Nederlandse Loterij \| + 0 s \| \| 9e \| Alex Kirsch \| Luxembourg \| WB-Aqua Protect-Veranclassic \| + 0 s \| \| 10e \| Jasper Stuyven \| Belgique \| Trek-Segafredo \| + 8 s \| |                             |                |                              |                 |
| |                             |                |                              |                 |
| Source : ProCyclingStats |                             |                |                              |                 |
| Classement général |                             |                |                              |                 |
| Coureur | Coureur                     | Pays           | Équipe                       | Temps           |
| 1er | Mads Pedersen               | Danemark       | Trek-Segafredo               | 4 h 57 min 08 s |
| 2e | Jempy Drucker               | Luxembourg     | BMC Racing Team              | + 0 s           |
| 3e | Oliver Naesen               | Belgique       | AG2R La Mondiale             | + 0 s           |
| 4e | Jasper Philipsen            | Belgique       | Hagens Berman Axeon          | + 0 s           |
| 5e | Tiesj Benoot                | Belgique       | Lotto-Soudal                 | + 0 s           |
| 6e | Jonas Rickaert              | Belgique       | Sport Vlaanderen-Baloise     | + 0 s           |
| 7e | Reinardt Janse van Rensburg | Afrique du Sud | Dimension Data               | + 0 s           |
| 8e | Jan-Willem van Schip        | Pays-Bas       | Roompot-Nederlandse Loterij  | + 0 s           |
| 9e | Alex Kirsch                 | Luxembourg     | WB-Aqua Protect-Veranclassic | + 0 s           |
| 10e | Jasper Stuyven              | Belgique       | Trek-Segafredo               | + 8 s           |